# Liste der Abgeordneten zum Tiroler Landtag (XI. Gesetzgebungsperiode)
Diese Liste der Abgeordneten zum Tiroler Landtag (XI. Gesetzgebungsperiode) listet alle Abgeordneten zum Tiroler Landtag in der XI. Gesetzgebungsperiode vom 4. April 1989 bis zum 5. April 1994 auf. Nach der Landtagswahl 1989 stellte die Österreichische Volkspartei (ÖVP) nur noch 19 der 36 Abgeordneten, wobei sie bei der Landtagswahl 1985 sechs Mandat verlor. Zweitstärkste Fraktion im Landtag blieb die Sozialistische Partei Österreichs (SPÖ), die ihre neun Abgeordneten halten konnte. Zudem war die Freiheitliche Partei Österreichs (FPÖ) mit fünf Mandaten vertreten, wobei sie drei Mandate hinzugewann. Zudem konnten Die Grünen Tirol (GRÜNE) erstmals mit zwei Mandataren in den Landtag einziehen.
Nach der Angelobung der Abgeordneten am 4. April 1989 wählten die Landtagsabgeordneten noch am selben Tag die Mitglieder der Landesregierung Partl II, die am 24. September 1993 von der Landesregierung Weingartner I abgelöst wurde. Die Gesetzgebungsperiode endete mit der Angelobung der Abgeordneten der XII. Legislaturperiode am 5. April 1994.

## Funktionen

### Landtagspräsidenten
In der konstituierenden Sitzung wurde Carl Reissigl (ÖVP) zum neuen Landtagspräsidenten gewählt, womit er Josef Thoman (ÖVP) ablöste. Reissigl wurde mit 32 von 36 Stimmen gewählt, wobei ein Stimmzettel ungültig geblieben war und drei Abgeordnete mit „Nein“ abgestimmt hatten. Auch Kurt Leitl (ÖVP) wurde neu in das Amt des 1. Vizepräsidenten, wobei er seinerseits Erich Berktold (ÖVP) ablöste. Leitl erhielt 29 von 36 Stimmen, wobei gegen Leitl fünf Abgeordnete mit „Nein“ stimmten und zwei Stimmen ungültig waren. Im Amt des 2. Vizepräsidenten löste Walter Kantner (SPÖ) Hans Tanzer (SPÖ) ab, wobei er mit 31 von 36 Stimmen gewählt wurde. Bei Kantners Wahl waren vier „Nein“-Stimmen sowie ein leerer Stimmzettel abgegeben worden.

### Klubobleute
Die SPÖ-Abgeordneten bildeten nach der Wahl den „Klub sozialistischer Abgeordneter zum Tiroler Landtags“ und wählten Alfons Kaufmann zu ihrem Klubobmann sowie Walter Lenzi und Günter Bußjäger zu seinen Stellvertretern. Johannes Lugger übernahm im „Freiheitlichen Landtagsklub“ erneut die Rolle des Klubobmanns, wobei Michael Passer sein Stellvertreter wurde. Die Abgeordneten der Grünen bildeten den „Grünen Landtagsklub“, wobei Eva Lichtenberger zur ersten Klubobfrau des Tiroler Landtages gewählt wurde. Ihr Stellvertreter wurde Franz Klug.

### Landtagsabgeordnete
| Name                    | Partei | Wahlkreis        | Anmerkung |
| ----------------------- | ------ | ---------------- | --- |
| Bachmann Dietmar        | ÖVP    | Restmandat       | |
| Brüggl Simon            | ÖVP    | Restmandat       | ab 1. November 1991 für Josef Posch |
| Bußjäger Günter         | SPÖ    | West             | |
| Ebenberger Walter       | FPÖ    | Innsbruck-Stadt  | ab 22. November 1989 für Michael Passer |
| Eigentler Hermann       | FPÖ    | Restmandat       | Mandatsverzicht in der ersten Sitzung für die Dauer zur Zugehörigkeit zur Landesregierung                                                  |
| Ennemoser Hermann       | ÖVP    | West             | |
| Fiegl Christian         | ÖVP    | West             | |
| Gangl Christa           | SPÖ    | Restmandat       | |
| Gomig Leo               | ÖVP    | Ost              | |
| Greiderer Friedrich     | SPÖ    | Innsbruck-Stadt  | Mandatsverzicht in der ersten Sitzung für die Dauer zur Zugehörigkeit zur Landesregierung                                                  |
| Grissemann Wilhelm      | FPÖ    | Restmandat       | |
| Handle Albert           | ÖVP    | Mitte            | in der ersten Sitzung für Alois Partl angelobt                                                                                             |
| Horngacher Katharina    | ÖVP    | Nord             | |
| Hörtnagl Hugo           | SPÖ    | Innsbruck-Stadt  | in der ersten Sitzung für Friedrich Greiderer angelobt                                                                                     |
| Hribar Wilfriede        | ÖVP    | Mitte            | |
| Kantner Walter          | SPÖ    | Nord             | |
| Kaufmann Alfons         | SPÖ    | Mitte            | |
| Klug Franz              | GRÜNE  | Innsbruck-Stadt  | |
| Kranebitter Franz       | ÖVP    | Mitte            | bis 30. September 1993 |
| Landmann Paul           | ÖVP    | Nord             | |
| Leitl Kurt              | ÖVP    | West             | |
| Lenzi Walter            | SPÖ    | Innsbruck-Stadt  | |
| Lichtenberger Evelin    | GRÜNE  | Restmandat       | |
| Lindner Hans            | ÖVP    | Nord             | |
| Lugger Johannes         | FPÖ    | Nord             | bis 4. Juli 1991 |
| Mader Helmut            | ÖVP    | Innsbruck-Stadt  | Mandatsverzicht in der ersten Sitzung für die Dauer zur Zugehörigkeit zur Landesregierung                                                  |
| Madritsch Klaus         | ÖVP    | Mitte            | |
| Obermair Siegfried      | SPÖ    | Mitte            | |
| Obitzhofer Andreas      | SPÖ    | Nord             | |
| Partl Alois             | ÖVP    | Mitte            | Mandatsverzicht in der ersten Sitzung für die Dauer zur Zugehörigkeit zur Landesregierung                                                  |
| Passer Michael          | FPÖ    | Innsbruck-Stadt  | bis 22. November 1989 |
| Perfler Michael         | ÖVP    | Ost              | |
| Posch Josef             | ÖVP    | Restmandat/Mitte | von 4. April 1989 bis zum 31. Oktober 1991 auf einem Restmandat und ab 1. Oktober 1993 für Franz Kranebitter auf einem Mandat des WK Mitte |
| Prokopetz Karl Heinrich | SPÖ    | Restmandat       | in der ersten Sitzung für Hans Tanzer angelobt                                                                                             |
| Reissigl Carl           | ÖVP    | Innsbruck-Stadt  | |
| Ritzer Max              | ÖVP    | Nord             | bis 31. Dezember 1992 |
| Seethaler Jutta         | GRÜNE  | Restmandat       | |
| Steiner Maria           | ÖVP    | Nord             | ab 12. Jänner 1993 für Max Ritzer |
| Steixner Anton          | ÖVP    | Mitte            | |
| Tanzer Hans             | SPÖ    | Restmandat       | Mandatsverzicht in der ersten Sitzung für die Dauer zur Zugehörigkeit zur Landesregierung                                                  |
| Tilg Wilfried           | FPÖ    | Restmandat       | ab 4. Juli 1991 für Johannes Lugger |
| Unterberger Heinz       | FPÖ    | Mitte            | |
| Vindl Wolfram           | ÖVP    | West             | |
| Warzilek Rudolf         | ÖVP    | Innsbruck-Stadt  | in der ersten Sitzung für Helmuth Mader angelobt                                                                                           |
| Wendling Horst          | FPÖ    | Restmandat/Nord  | in der ersten Sitzung für Hermann Eigentler angelobt, wechselte am 4. Juli 1991 auf ein Mandat im Wahlkreis Nord                           |